# Fabrizio Gatta
Fabrizio Maria Gatta (Roma, 3 dicembre 1963) è un giornalista, conduttore televisivo e presbitero italiano.

## Biografia
Nasce a Roma da padre Antonio Gatta e madre Simonetta Garassino; ha 5 sorelle più piccole e una famiglia che gli ha trasmesso valori di fede, soprattutto i nonni.

### Gli esordi in tv
Debutta su Rai 1 nel 1996 con il Concerto dell'Epifania, che presenterà anche nelle otto edizioni successive, rispettivamente insieme a Annalisa Mandolini, Ilaria Moscato, Annalisa Manduca e Lorena Bianchetti. Più tardi, riprenderà la conduzione del Concerto dell'Epifania da Napoli nell'edizione del 2010, questa volta presentato da solo; confermato l'anno dopo per la 16ª edizione del Concerto, il 6 gennaio 2011, richiamato anche alla 17ª edizione, il 6 gennaio 2012, e infine alla 18ª, il 6 gennaio 2013.
Dopo l'esordio televisivo, il vice direttore di Rai 1 Mario Maffucci nel 1997 volle inserirlo nel team di Miss Italia, coinvolgendolo fino al 2002 nella conduzione delle Anteprime, insieme a Manila Nazzaro, Gloria Bellicchi, Roberta Capua e nelle finali di Salsomaggiore Terme, affiancando Carlo Conti e Fabrizio Frizzi.
Dal Teatro delle Vittorie, nel 1998, sotto la sua conduzione vennero trasmessi il Dietro le quinte di Fantastica Italiana e la Festa della Mamma con Milly Carlucci. Insieme a Ilaria Moscato, Gatta conduce nel 1999 in diretta lo speciale Lineaverde-Sanremo in fiore. Nel 2000, con Monica Leofreddi, si occupa dei collegamenti di Domenica In. L'anno dopo, nel 2001, presenta le 'esterne' di Torno Sabato con Giorgio Panariello e comincia a condurre Linea bianca con Manuela Di Centa. È presente, sempre su Rai 1, con Tutto benessere, Uno mattina e Raiuno spot con Tania Zamparo.

### I capodanni in tv
Ha condotto le 'dirette' nella notte di Capodanno su Rai 1, ininterrottamente tra il 1999 e il 2012, affiancato di volta in volta da Elisabetta Gardini, Clarissa Burt, Barbara Chiappini, Nathalie Caldonazzo, Antonella Mosetti e Claudia Andreatti. Inoltre, nel periodo compreso fra il 2000 e il 2007, è stato il volto ufficiale di Rai International, presentando e scrivendo come autore vari programmi del palinsesto rivolti agli Italiani all'estero, come La Grande Giostra dei Gol con Ilaria D'Amico e Bravagente con Cinzia Tani.
Per un decennio (2002-2012) continuerà a presentare Lineablu il sabato pomeriggio su Rai 1, in coppia con Donatella Bianchi, curando anche la stesura dei testi. Per Rai 2 presenta e dirige Il Cercasapori (2009).
Dal settembre 2009 al maggio 2010 conduce, insieme a Sonia Grey, Uno Mattina week end, il sabato e la domenica su Rai 1.
Nel 2010, oltre ai 'seriali', presenta anche diversi eventi su Rai 1: il Concerto dell'Epifania dall'Auditorium Rai di Napoli, il Concerto della Guardia di Finanza, insieme a Caterina Balivo, Le Note degli Angeli, una serata di musica, fede e solidarietà dal Santuario della Beata Vergine di Pompei, e le due puntate di Stessa spiaggia, stesso mare, intrattenimento domenicale da Ischia trasmesse l'8 e il 15 agosto. Su Rai 1, dal sagrato della Basilica Superiore di Assisi, offre le ultime edizioni (2010, 2011, 2012) di Fratello Sole, Madre Terra, un evento televisivo focalizzato sul convegno dedicato alle politiche energetiche del pianeta.
Ancora su Rai 1, nel 2010 insieme a Elisa Isoardi, e poi dal 2011 con Eleonora Daniele, conduce Lineaverde, il programma storico del servizio pubblico sulla valorizzazione dell'agricoltura e dell'ambiente.

### Autore di Linea blu
Per l'undicesimo anno consecutivo Fabrizio Gatta riprende la conduzione di Lineablu – dal giugno al dicembre del 2012 –, curando anche le 27 puntate del programma in qualità di autore. Nella medesima stagione televisiva – fra il mese di giugno e il settembre 2012 – inoltre ha condotto, insieme a Eleonora Daniele, Linea Verde Estate. E, a partire dalla domenica del 30 settembre del 2012, con Eleonora Daniele riprende la conduzione di Linea Verde (edizione 2012-2013) per il terzo anno consecutivo.

## Curiosità
Era molto amico di Fabrizio Frizzi con cui ha co-condotto per molti anni Miss Italia. È anche molto amico del conduttore televisivo Amadeus.

## Il cammino sacerdotale
Dopo quasi due decenni di intensa attività televisiva, decide nel mese di settembre del 2013 di abbandonare la carriera per intraprendere il cammino sacerdotale. Dapprima consegue il diploma in teologia alla Pontificia Università Gregoriana nel 2019. L'anno dopo, nel 2020, è stato ordinato diacono per la diocesi di Ventimiglia-San Remo. E il 7 dicembre del 2021 è diventato presbitero.
Successivamente, è nominato viceparroco della Basilica Concattedrale di San Siro a Sanremo. Il 1º settembre del 2023 è nominato parroco della Parrocchia di Sant'Antonio Abate a Costarainera, della Parrocchia della Natività di Maria Vergine a Lingueglietta e della Parrocchia della Visitazione di Maria Santissima a Cipressa.
Il 5 marzo 2025 Don Fabrizio Gatta è stato chiamato a celebrare le esequie dell'attrice Eleonora Giorgi a Roma, accanto al vescovo Antonio Staglianò, presidente della Pontificia Accademia di Teologia e rettore della Basilica di Santa Maria in Montesanto, nota anche come Chiesa degli Artisti.
Dal mese di aprile 2024 celebra l’Eucarestia presso la Chiesa di San Luca Evangelista nella Cappella del Redentore a Largo Anacapri in Roma.Ogni sabato alle ore 18 presiede la Santa Messa nella Chiesa degli Artisti di Roma, Santa Maria in Montesanto a piazza del Popolo.

## Televisione
- Concerto dell'Epifania (Rai 1, 1996-2005, 2010-2013)
- Miss Italia (Rai 1, 1997-2002)
- Lineablu (Rai 1, 2002-2012)
- Notte di Capodanno (Rai 1, 1999-2012)
- Il Cercasapori (Rai 2, 2009)
- Uno Mattina Weekend (Rai 1, 2009-2010)
- Le Note degli Angeli (Rai 1, 2010)
- Stessa spiaggia, stesso mare (Rai 1, 2010)
- Fratello Sole, Madre Terra (Rai 1, 2010-2012)
- Linea verde (Rai 1, 2010-2013)
- Romani, Romeni (Rai 1, 2011)
- Linea Verde Estate (Rai 1, 2012)
- Un Natale per le strade di Napoli (Rai 1, 2012)

## Riconoscimenti
- Premio "Argos Hippium" (2000)
- Premio "Oscar dell'Ambiente" (2003)
- Premio "Faraglioni di Puglia – Premio Ambiente" (2007)
- Insignito della "Cittadinanza Onoraria" di Serracapriola (2008)
- Premio "Bastola d'Oro" – Gualdo Tadino (2009)
- Premio "Salento da comunicare" (2010)
- Insignito dal Ministero Affari Esteri del titolo di "Portatore di Pace" della Fondazione Mediterraneo-Maison de la Paix (2010)
- Premio "Mediterraneo per l'Ambiente e l'Ecologia" (2013)
- Insignito quale 'Socio partecipante' del "Circolo S. Pietro" dello Stato della Città del Vaticano (2013)